# Powiat Chichibu
Powiat Chichibu (jap. 秩父郡 Chichibu-gun) – powiat w Japonii, w prefekturze Saitama. W 2024 roku liczył 35 416 mieszkańców.

## Miejscowości
- Higashichichibu
- Minano
- Nagatoro
- Ogano
- Yokoze